# Erconwald

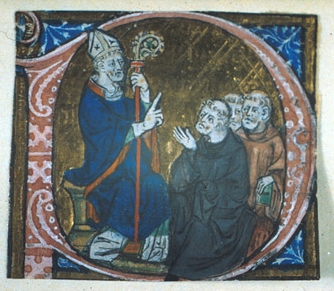
St. Erconwald instrueert monniken

Erconwald ( - 693) was een Engels bisschop en heilige. Erconwald was vermoedelijk een zoon van koning Anna van East Anglia. Hij stichtte de abdijen van Chertsey (Surrey) en Barking (Essex) voor zichzelf en zijn zuster Ethelburga. In 675 wijdde aartsbisschop Theodorus van Canterbury Erconwald tot bisschop van Londen voor Middlesex en Essex, waardoor Erconwald een aanzienlijk man werd. Hij droeg bij tot de verzoening van Theodorus en Wilfrid van York. Zijn feestdag wordt gevierd op 30 april. Hij werd begraven in St Paul’s Cathedral en werd snel een populaire heilige.
- Gemeinsame Normdatei: 118898701
- International Standard Name Identifier: 0000 0000 6120 9167
- Library of Congress Control Number: n88119456
- Nationale Bibliotheek van Israël: 987007277476105171
- Nederlandse Thesaurus van Auteursnamen: 074934856
- SNAC: w6t1843n
- Virtual International Authority File: 52487800
- WorldCat: E39PBJc3Ph4pgbDJqVWxjx8wG3